# Друг Црни у НОБ-у (филм)
„Друг Црни у НОБ-у“ је српски филм из 2009. године. Режирао га је Раде Марковић млађи који је написао и сценарио по идеји Богдана Стојиљковића.
Филм је премијерно приказан у Београду 29. јануара 2009. године.
Од 3. фебруара до 5. маја 2013. године филм је приказиван као телевизијска серија „Друг Црни у НОБ-у“ на Првој српској телевизији.

## Радња
Урнебесна пародија на историјске личности и догађаје.
Година је 1941, април месец. Србија је поробљена и распарчана. У тренутку када су јој ”силом одузете територије”, када јој је флагрантно прекршен ”територијални интегритет и суверенитет”, када Европа под доминацијом Немачке “уводи на силу своја правила у Србију”, у Београду се рађа покрет отпора. Родољуби различитих схватања о борби за добробит народа покушаће да окупатору помрсе рачуне. Поред национализма, патриотизма и комунизма појавиће се и идеје о личној користи и богаћењу. То је миље у коме ће бити смештени потомци добро познатих ликова из серијала и филма о Црном Груји.
Три главна лика, Грујић, Брале и Че успоставиће се као илегална диверзантско-обавештајна група у срцу Београда, инфилтрирати у структуре квислиншког полицијског апарата и решити судбину Другог светског рата, а да ни сами неће бити свесни тога.

## Улоге
| Глумац              | Улога                                                                    |
| ------------------- | ------------------------------------------------------------------------ |
| Ненад Јездић        | Живота Грујић „Друг Црни“                                                |
| Борис Миливојевић   | Брале Калабић                                                            |
| Маринко Маџгаљ      | Веселин Чеговић „Че“ / Марија                                            |
| Никола Којо         | Друг Тетак                                                               |
| Драган Јовановић    | Адолф Хитлер / Џејмс Болд                                                |
| Драган Вујић        | Мајор Кригермајстер / Френклин Рузвелт                                   |
| Слободан Нинковић   | Друг Уча / Поручник Фон Штурмкугл                                        |
| Срђан Милетић       | Милић Батинић / Пуковник Бергер                                          |
| Дејан Матић         | Четник Паун / Партизан Космајац / Јозеф / Агент Дерижабић / Мајстор Соћа |
| Владан Дујовић      | Агент Мучибабић / Четник Љубиша / Штеф / Ханс / Пуковник Штрудл          |
| Дубравко Јовановић  | Секула / Војвода Драшко / Партизан Рамо / Макс                           |
| Жељко Митровић      | Четник Аћим / Франсоа / Риста / Новак / Херман                           |
| Горан Даничић       | Вили / Марисав / Цветко / Ратко / Фриц                                   |
| Слободан Тешић      | Хитлеров секретар / Научник / рибар Илија                                |
| Небојша Илић        | Кекец Кардељ                                                             |
| Душанка Стојановић  | Друзилка Докторовић                                                      |
| Милан Чучиловић     | Војник Леополд                                                           |
| Данијела Михајловић | Другарица Лепосава                                                       |
| Лена Богдановић     | Другарица Розалија                                                       |
| Ратко Танкосић      | Цаја лопов                                                               |
| Бојан Стојчетовић   | Партизан Ванчо / Тенкиста Курт / Командос 2                              |
| Лако Николић        | Командос 1                                                               |
| Владимир Алексић    | Командос 3                                                               |
| Срђан Јовановић     | Партизан Стипе                                                           |
| Младен Шевић        | Немачки војник на прузи                                                  |
| Димитрије Илић      | Жандарм Жика                                                             |

## ТВ Серија
Четири године након успешно приказаног филма снимљена је и серија Друг Црни у НОБ-у од 15 епизода.